# Jean de Karpathos
Jean de Karpathos ou Jean Carpathios est un auteur d'écrits spirituels édités dans la Patrologie de Migne. On ne sait rien de précis de la vie du moine, sinon qu'il vécut autour du VIIe siècle sur l'île de Karpathos où il est peut-être devenu évêque. Sa doctrine est fortement marquée par celle d'Évagre. Il est l'un des auteurs repris dans la Philocalie des Pères neptiques.  